# Susan Silver
Susan Jean Silver (Seattle, Washington, 17 de julio de 1958) es una mánager musical estadounidense, conocida por administrar bandas de rock de Seattle como Soundgarden, Alice in Chains y Screaming Trees. Silver también es propietaria de la compañía Susan Silver Management, y es copropietaria del club The Crocodile en Seattle.

## Biografía
Silver nació en Seattle, Washington el 17 de julio de 1958, hija de Samuel y Emmogene (Jean) Silver, ella es la mayor de tres hijos. Silver se especializó en Chino en la Universidad de Washington.

## Carrera
Silver comenzó a trabajar como mánager musical en 1983. Sus primeros clientes fueron las bandas The U-Men y First Thought.  En 1985, Silver conoció a Soundgarden, cuya vocalista era su entonces novio, Chris Cornell, y al año siguiente se convirtió en empresaria de la banda. En ese entonces, Silver también estaba administrando Screaming Trees.
Al mismo tiempo que dirigía las bandas de rock, Silver también era gerente de una tienda de zapatos John Fluevog en Seattle. La tienda se haría famosa años más tarde por vender las botas de Dr. Martens usadas por varios miembros de las bandas de Grunge de Seattle. Uno de los compañeros de trabajo de Silver en la tienda era Kevin Martin, vocalista de Candlebox.
En 1988, Silver conoció el mánager musical Kelly Curtis.  Curtis y su amigo Ken Deans eran dueños de una compañía, y Deans era el mánager de la banda Alice in Chains. Deans le dio a Silver un casete de Alice in Chains y a ella le gustó. Silver luego fue a un concierto de la banda y pensó que eran divertidos y con mucha energía. Cuando Curtis se interesó en trabajar con la banda Mother Love Bone, Deans decidió que no quería más trabajar con Alice in Chains, por lo que le ofreció el puesto de mánager a Silver y Curtis, que comenzaron a coadministrar la banda. Algún tiempo después, Curtis comenzó a administrar la banda Pearl Jam, y Silver se convirtió en la única mánager de Alice in Chains.
En 1996, Silver apareció en el documental Hype! de Doug Pray hablando de la escena musical de Seattle.
Entre los clientes de Silver en los años 90 estaban las bandas Hater, Inflatable Soule, Crackerbox, Sweet Water, Sponge, la cantante Kristen Barry, y el productor Terry Date.
En 1998, Silver se retiró del negocio de la música para concentrarse en su familia. En 2005, Silver y Deborah Semer formaron una nueva compañía en Seattle, Atmosphere Artist Management. Su primer cliente fue el grupo de música y danza Children of the Revolution.
Alice in Chains estuvo inactiva desde 1996 hasta 2005. Después de que el vocalista Layne Staley murió de una sobredosis de drogas en 2002, la banda se presentó nuevamente en público en febrero de 2005 para un concierto benéfico con vocalistas invitados en Seattle. Después de esa experiencia, la banda llamó a Silver y dijo que querían hacer una gira como Alice in Chains de nuevo.
Desde 2009, Silver co-administra Alice in Chains junto con David Benveniste y su compañía Velvet Hammer Management.

## Vida personal
En 1985, Silver comenzó una relación con Chris Cornell, el vocalista de Soundgarden, una banda que Silver comenzó a administrar un año después, y se casaron en 1990. Cornell escribió la canción "Moonchild" de su álbum debut en solitario Euphoria Morning para Silver. La primera y única hija de la pareja, Lillian Jean, nació en junio de 2000. La pareja se divorció en 2004.
Cuando se le preguntó acerca de sus héroes durante una conferencia de prensa en 2002, el vocalista y guitarrista de Alice in Chains, Jerry Cantrell, nombró a Silver como uno de sus héroes. Cantrell también agradeció a Silver por ser una de las personas que lo ayudaron a rehabilitarse durante su discurso en el MAP Fund Benefit de MusiCares el 31 de mayo de 2012, donde recibió el Premio Stevie Ray Vaughan.
Desde 2009, Silver es copropietaria del club The Crocodile en Seattle, junto con Sean Kinney, el baterista de Alice in Chains, el cofundador de Capitol Hill Block Party Marcus Charles, Peggy Curtis, y el guitarrista de Portugal. The Man, Eric Howk.
En 2013, Rolling Stone nombró a The Crocodile como uno de los mejores clubes de Estados Unidos, clasificado en el número 7.